# Cwmbran Town Association Football Club
Maillots
Dernière mise à jour : 16 juin 2023.
Le Cwmbran Town Association Football Club est un club gallois de football basé à Cwmbran, ville de 47 000 habitants.

## Historique
- 1951 : fondation du club
- 1993 : 1re participation à une Coupe d'Europe (C1) (saison 1993-1994)

## Palmarès
- Championnat du pays de Galles
  - Champion : 1993
  - Vice-Champion : 2001

- Coupe du pays de Galles
  - Finaliste : 1997, 2000, 2003